# Ma Nishtanna
Les quatre questions (hébreu : ארבע קושיות arba koushiot ; yiddish : פיר קשיות fir kashes) sont une section de la Haggada du séder de Pessa'h, plus familièrement désignées par leurs premiers mots, Ma nishtanna (hébreu : מַה נִּשְׁתַּנָּה « qu'y a-t-il de changé ? »). Traditionnellement posées par le plus jeune participant sur la mélodie d'Ephraïm Avileah (en), elles inaugurent le récit de la sortie d'Égypte (he).

## Ma Nishtanadans les sources juives
La première mention des quatre questions se trouve dans la Mishna Pessa'him 10:4. Il s'agit d'une élaboration sur la prescription biblique de raconter à son fils les raisons du rite réalisé en mémoire de l' Exode hors d'Égypte : après que le père a bu la seconde des quatre coupes de vin, son fils l'interroge sur la signification de ce rituel ; s'il ignore comment interroger, son père lui apprend ce qui différencie cette nuit des autres :
- pourquoi ne mange-t-on que des pains azymes ?
- pourquoi mange-t-on des herbes amères[2] ?
- pourquoi ne mange-t-on de la viande que rôtie ? (question devenue obsolète, voir ci-dessous)
- pourquoi trempe-t-on deux fois alors, que les autres nuits, on ne trempe pas même une fois ?

Les questions font écho aux principaux thèmes de Pessa'h, à savoir la hâte de quitter l'Égypte, l'amertume de la vie des Hébreux avant l'Exode et l'offrande pascale qui ne peut être consommée que rôtie et doit être offerte par chaque chef de famille et non par un individu dévoué au culte.
La coutume de poser les quatre questions date certainement de l'époque de la Mishna mais puise à des origines plus anciennes : il était de coutume, à l’époque du Second Temple, de susciter les questions à un moment relativement tardif du seder ; comme les enfants s'endormaient, on décida de les poser plus tôt dans la soirée.
La troisième question, devenue obsolète depuis la destruction du second Temple, est substituée par une autre, contemporaine de l'époque de la Mishna : « pourquoi mange-t-on allongé ? », en rapport avec la coutume romaine lors des banquets.
Cette formulation n'apparaît pas dans les Talmuds mais dans le siddour de Saadia Gaon et le Mishne Torah de Moïse Maïmonide ; bien que cette question se rapporte elle aussi à un passé révolu, elle est conservée (ainsi que la coutume de boire accoudé) afin de maintenir le parallélisme entre les quatre questions, les quatre coupes, les quatre fils, etc. apparaissant dans le seder et la haggada.
Le texte du Ma Nishtana devient donc :
| Français | Français (littéral)                                                                                              | Translittération                                                                                  | Hébreu                                                                |
| --- | --- | ------------------------------------------------------------------------------------------------- | --------------------------------------------------------------------- |
| En quoi cette nuit diffère-t-elle des autres nuits ?                                                          | Qu'y a-t-il de changé cette nuit, par rapport aux autres nuits,                                                  | Ma nishtana, halayla hazè, mikol haleylot                                                         | מה נשתנה, הלילה הזה מכל הלילות                                        |
| Car toutes les nuits, nous mangeons du pain levé ou azyme pourquoi ne mange-t-on cette nuit que des azymes ?  | pour que toutes les autres nuits, nous mangions hametz et matza et que cette nuit, tout soit matza ?             | shèbèkhol haleylot, anou okhlin hametz oumatza, halayla hazè, koulo matza ?                       | שבכל הלילות אנו אוכלין חמץ ומצה הלילה הזה, כלו מצה                    |
| Car toutes les nuits, nous mangeons toutes sortes d'herbes pourquoi mange-t-on cette nuit des herbes amères ? | pour que toutes les autres nuits, nous mangions toutes sortes d'herbes et cette nuit, du maror ?                 | shèbèkhol haleylot, anou okhlin shèar yeraqot, halayla hazè, maror ?                              | שבכל הלילות אנו אוכלין שאר ירקות הלילה הזה, מרור                      |
| Car toutes les nuits, nous ne trempons pas même une fois pourquoi trempe-t-on cette nuit deux fois ?          | pour que toutes les autres nuits, nous ne trempions pas même une fois et cette nuit, deux fois ?                 | shèbèkhol haleylot, ein anou matbilin afilou pa`am a'hat, halayla hazè, shtei fa`amim ?           | שבכל הלילות אין אנו מטבילין אפילו פעם אחת הלילה הזה, שתי פעמים        |
| Car toutes les nuits, nous mangeons assis ou accoudés pourquoi, cette nuit, sommes-nous tous accoudés ?       | pour que toutes les autres nuits, nous mangions assis ou allongés et que cette nuit, nous soyons tous allongés ? | shèbèkhol haleylot, anou okhlin bein yoshvin ouvein mèssoubin, halayla hazè, koulanou messoubin ? | שבכל הלילות אנו אוכלין בין יושבין ובין מסובין הלילה הזה, כולנו מסובין |

Pendant la période des gueonim, l'ordre des questions est modifié par rapport à la version qui figure dans le Talmud de Babylone : la première question porte sur le double trempage, la seconde sur la matza et la troisième sur la position accoudée. Cette séquence a été adoptée par les juifs orientaux et séfarades ; les ashkénazes ont conservé celle du Talmud.

## Rituel
Selon le Choulhan Aroukh, « sitôt la seconde des quatre coupes versée, les enfants doivent demander pourquoi on boit un second verre avant un repas et s’ils ne le font pas, le père doit leur enseigner (les quatre questions) ; s’il n'y a pas d'enfant, c’est à l’épouse de poser les questions et s’il n’a pas d’épouse, il doit le faire lui-même. Même les plus grands savants doivent s’acquitter de ce devoir. » L'usage est donc, à la fin du Moyen Âge, de faire poser les questions par un adulte. Cependant, la coutume se développe ultérieurement de laisser ce privilège au plus jeune enfant capable de les poser (afin qu'il ne soit pas comme le fils « qui ne sait même pas demander ») ; cette coutume est encore en vigueur de nos jours.
En Europe de l’Est, les quatre questions sont apprises et révisées au heder (équivalent juif de l’école primaire). S’adressant à son père, l’enfant les récite en alternant le texte hébreu et sa traduction en yiddish sur un mode question-réponse. Le père entonne alors la réponse en alternant lui aussi yiddish et hébreu : Der terets iz, avadim hayinou l'far'o bèmitzrayim, knekht zenen mir geven bay paren in mitsrayim (« l’explication est : nous avons été esclaves du pharaon en Égypte »).
Des coutumes similaires sont observées dans les communautés séfarades et orientales où l’enfant pose les questions dans la langue vernaculaire (arabe, persan, etc.). Dans les communautés yéménites, l’enfant qui pose les questions est récompensé par une friandise.
C'est sur base de la mélodie du teretz yiddish qu’Ephraïm Avileah, un compositeur russe émigré en Palestine mandataire, écrit en 1936 un oratorio intitulé Hag Haherout (« fête de la liberté ») ; son air, rapidement adopté et considéré depuis lors comme la « mélodie traditionnelle » du ma nishtana, en fait l'un des chants de Pessa'h les plus populaires.

## Variations autour des quatre questions
La popularité des questions se marque par la composition d’Eleikhem èda kedosha, une élégie pour le 9 av incluse dans les rites séfarade et yéménite en 1879, dont le refrain est également ma nishtana halayla hazè mikol haleylot et où la veillée du 9 av est comparée à celle du séder.
Un autre pastiche partiel a lieu dans la haggada kibboutzit (haggada de Pessa'h réécrite selon la sensibilité athée et socialiste du mouvement kibboutzique), où les questions traditionnelles sont remplacées par des stances (qui ne sont plus nécessairement interrogatives) à contenu volontairement matérialiste (exemple : « car toutes les nuits, nous mangeons adultes et enfants séparés et cette nuit, nous mangeons ensemble »).